# Abstinentní hnutí

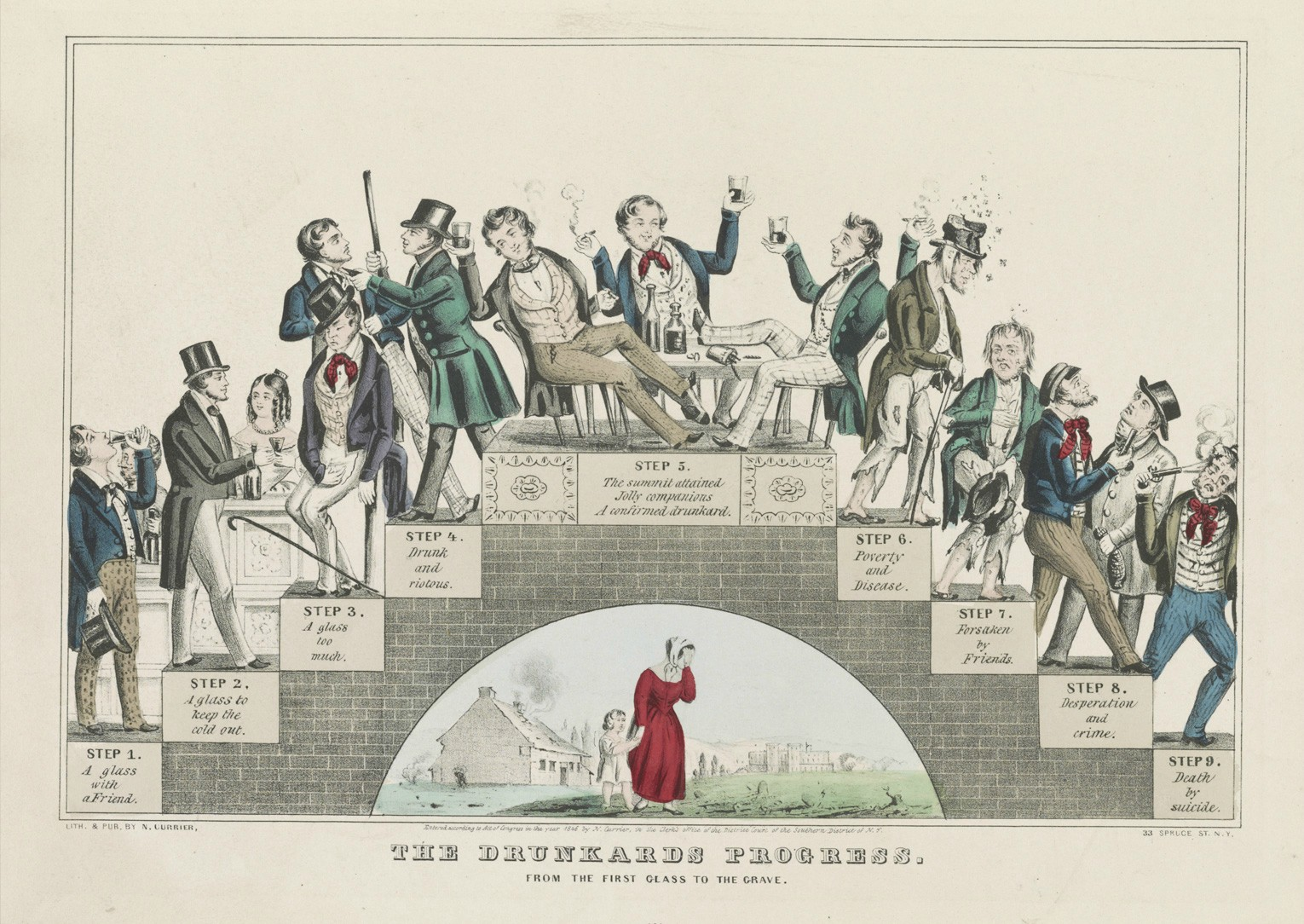
Pokrok opilce – od první třídy až po hrob. Kresba z 19. století.

Abstinentní hnutí nebo také hnutí za střídmost (anglicky: temperance movement) je sociální hnutí prosazující střídmost neboli úplnou abstinenci od konzumace alkoholických nápojů. Představitelé hnutí obvykle kritizují alkoholové opojení nebo propagují abstinenci a jeho zdůrazňují negativní účinky alkoholu na zdraví, osobnost a rodinný život. Hnutí obvykle prosazuje osvětu v oblasti alkoholu a požaduje také přijetí nových zákonů proti prodeji alkoholu, a to buď regulaci dostupnosti alkoholu, nebo jeho úplný zákaz. V průběhu 19. a počátkem 20. století se hnutí za střídmost dostalo do popředí zájmu v mnoha zemích, zejména v anglicky mluvících, skandinávských a většinově protestantských, a nakonec vedlo k celostátní prohibici v Kanadě (1918–1920), Norsku (pouze lihoviny v letech 1919–1926), Finsku (1919–1932) a Spojených státech (1920–1933), stejně jako k provinční prohibici v Indii (1948–současnost). Existuje celá řada organizací, které propagují střídmost a abstinenci jako ctnost.

## České země
Na začátku 20. století byla založena organizace Československý abstinentní svaz, který byl českým a posléze československým zástupcem tohoto celosvětového hnutí. Od roku 1914 v jeho vedení působil Edvard Beneš a Alice Masaryková. Abstinentní hnutí podporoval také Tomáš Garrigue Masaryk.
V ČR je od roku 2013 pořádána abstinenční osvětová kampaň Suchej únor, kterou pořádá Liga otevřených mužů.